# Åsane Fotball
Dernière mise à jour : 1er décembre 2024.
Le Åsane Fotball, est un club norvégien de football fondé en 1971 et basé dans la ville de Åsane en Norvège.

## Histoire
L'Åsane Fotball accède pour la première fois à la 1. divisjon (deuxième division) en 2002 puis est relégué aussitôt à l'issue de la saison 2003.
Le club retrouve la deuxième division en 2015 et parvient cette fois à se maintenir pendant plusieurs saisons.

## Palmarès
Néant